# Victor Andreasen
Victor Johannes Andreasen (født 18. februar 1920 i Rårup, død 17. april 2000 i Ugledige) var cand.polit. og 1947-50 sekretær i Statistisk departement, men kom mest til at arbejde inden for bladbranchen, først som medarbejder ved Finanstidende 1947-52. I 1958 tog han skridtet ind i journalistikken som lederskribent og kronikredaktør ved Ekstra Bladet, som han kom til at redde fra bladdøden.

## Karriere
Victor Andreasen mente, at de danske aviser havde bevæget sig for langt væk fra manden på gaden og syntes ikke, at traditionen fra besættelsen, hvor alt skulle godkendes i Udenrigsministeriet, var endeligt afskaffet. Selv skiftede han flere gange syn og side. I 1938 tog han stærk afstand fra den fremvoksende nazisme, men blev under besættelsen fanatisk tilhænger af Scavenius' tilpasning. Som embedsmand i Industrirådet og Udenrigsministeriet var han en tilhænger af Jens Otto Krags økonomiske politik, men tog afstand fra det EU-medlemskab, som Krag gik ind for. Andreasen skrev socialt indignerede ledere i Ekstra Bladet, hvor han indførte kampagnejournalistik, der fokuserede kraftigt på specielt forargelige fænomener i Danmark. En af de første kampagner rettedes mod boligspekulanter, der med foto og navn blev udstillet som "bolighajer", et ord som passede godt til den polemiske og bramfrie stil, som Andreasen ville give avisen. Victor Andreasen blev om nogen symbol for den modernisering af den danske bladverden, der fandt sted i disse år. Med en blanding af polemik og nøgne side-9 piger ruskede han godt og grundigt op i den danske bladverden og reddede Ekstra Bladet – måske hele Politikens Hus – fra bladdøden. Men da han derefter begyndte ved Berlingske, var hans ledere fyldt af borgerlig bekymring. Året inden sin død udtalte han: "Jeg foragtede læserne. Desuden vidste jeg, hvad de ville have, og det fik de."

## Familieliv
Gift i 1944 med Inger Margrethe Nielsen (født 1916), med hvem han fik datteren Birgitte Aniela Maria Andreasen (født 10. december 1945).
Victor Andreasen var fra 1951 til 1973 gift med forfatteren Tove Ditlevsen, med hvem han fik sønnen Peter i 1954. Hendes breve til ham er udgivet.
Ægtemændene i Tove Ditlevsens bøger blev gradvis "et rent orgie af Victors mest ubehagelige egenskaber. På den måde fik jeg vel luft for mit nag, men han var bare stolt og smigret over at læse om, hvilken interessant person han var," skrev hun. Ægteparrets ikke uproblematiske forhold blev blotlagt i hendes bog Vilhelms værelse i 1975, så Andreasen blev sygemeldt ind i en pensionisttilværelse. Som genindsat chefredaktør i Ekstra Bladet 1972-76 mobiliserede han en kampagne mod statsstøtte til kunstnere. Ditlevsen tog offentligt afstand fra kampagnen, som nogen tolkede som Andreasens angreb på hende.
Andreasen var gift 3. gang fra 1984 til hans død i 2000 med malerinden Vibeke Bengtsson (født 1932).
Han førte en omfattende korrespondance med blandt andre ungdomskæresten Elsa Gress, som han senere kaldte "præsenil", og Henrik Stangerup, som han hjalp økonomisk. Henning Fonsmark var lettet, da Andreasen brød kontakten, da han var udmattet af at skulle besvare Andreasens op til 39 sider lange, håndskrevne breve.
Andreasen omtales i bogen Det 20. århundrede - De 100 mest betydningsfulde personer i Danmark redigeret af Connie Hedegaard og Claus Hagen Petersen.
I 2023 udkom bogen Tove Ditlevsen var min mormor, som beskriver hvordan Andreasen forgreb sig seksuelt på Ditlevsens datter, Helle, fra hun var 15 til 19.